# CSU Phoenix Galați
CS Phoenix Galați este un club românesc de baschet din orașul Galați. Clubul a participat în Divizia A începând cu sezonul 2015-2016, atunci când a obținut promovarea din liga secundă. Echipa s-a înființat la finele anului 2001 avându-i ca membri fondatori pe Florin Nini,Gelu Cazanoschi și Diana Lungu.

## Lotul sezonului 2015-2016
Actualizat la: 21.10.2015
| Nr. | Nume             | Naț.                       | Înălțime. | Vârstă |
| --- | ---------------- | -------------------------- | --------- | ------ |
| 1.  | Milos Bojovic    | Serbia                     | 198 cm    | 34     |
| 2.  | Ciprian Țelinoiu | România                    | 178 cm    | 24     |
| 3.  | Milos Pesic      | Serbia                     | 205 cm    | 31     |
| 4.  | Yaroslav Lemyk   | Ucraina                    | 205 cm    | 30     |
| 5.  | Ioan Alin Borșa  | România                    | 201 cm    | 25     |
| 6.  | Andrei Petică    | România                    | 192 cm    | 23     |
| 7.  | Robert Bolobiță  | România                    | 000 cm    | --     |
| 8.  | Radu Vîrnă       | România                    | 000 cm    | 18     |
| 9.  | Andrei Sava      | România                    | 000 cm    | --     |
| 10. | Dragoș Onea      | România                    | 187 cm    | 19     |
| 11. | Jay Threatt      | Statele Unite ale Americii | 180 cm    | 26     |
| 12. | Djordje Tresac   | Serbia                     | 193 cm    | 28     |
| 13. | Taylor Rohde     | Statele Unite ale Americii | 205 cm    | 25     |
| 14. | Evan Roquemore   | Statele Unite ale Americii | 190 cm    | 24     |

## Conducerea
| Nr. | Nume            | Naț.    | Poziție            |
| --- | --------------- | ------- | ------------------ |
| 1.  | Florin Nini     | România | Antrenor principal |
| 2.  | Gelu Cazanoschi | România | Vicepreședinte     |
| 3.  | Cristina Nini   | România | Vicepreședinte     |